# Melibeus
Melibeus, Het Boec van Troeste ende van Rade (1342) is een allegorisch gedicht, verdeeld in 59 kapittels, dat een tweespraak vormt tussen Melibeus en zijn vrouw Prudentia.

## Gedicht
Als Melibeus groot onrecht wordt aangedaan (zijn vrouw en dochter worden mishandeld terwijl hij van huis is), zint hij op wraak. Zijn vrouw pleit voor de inschakeling van een rechter en wil dat hij zich barmhartig opstelt. Er volgt een uitgebreide discussie tot Melibeus zich uiteindelijk overtuigd voelt door Prudentia's argumenten en hij zijn vijanden vergeeft. 
Melibeus, zoals het werk doorgaans genoemd wordt, werd in Antwerpen geschreven door een lid van de Antwerpse School, mogelijk Jan van Boendale. Het is een vertaling van het Latijnse troostboek Liber Consolationis et Consilii (1246) van Albertanus van Brescia, een Italiaans jurist. De Latijnse prozatekst werd omgezet naar een berijmde Middelnederlandse versie.
Een van de voornaamste redenen die men aangevoerd heeft om het auteurschap van Boendale in twijfel te trekken, is de prominente rol van de vrouw. In ouder werk stelde Boendale zich eerder vrouwonvriendelijk op. Volgens sommigen zou de figuur van Prudentia trekken vertonen van Johanna van Valois, de voormalige gravin van Henegouwen, die meermaals in politieke onderhandelingen een verzoenende rol gespeeld heeft (bijvoorbeeld bij het tot stand komen van de wapenstilstand tussen Frankrijk en Engeland aan het begin van de Honderdjarige Oorlog). Het is mogelijk dat Boendale hertog Jan III van Brabant, aan wie het werk is opgedragen en die de eigenlijke wapenstilstand bewerkstelligde, op een onrechtstreekse manier heeft willen prijzen omdat hij geluisterd had naar de goede raad van deze wijze vrouw.
Het werk is volledig overgeleverd in twee handschriften. Verder zijn er twee fragmenten bewaard gebleven.